# Botswana a 2004. évi nyári olimpiai játékokon
Botswana a görögországi Athénban megrendezett 2004. évi nyári olimpiai játékok egyik részt vevő nemzete volt. Az országot az olimpián 2 sportágban 11 sportoló képviselte, akik érmet nem szereztek.

## Atlétika
Férfi
| Versenyző                                                                         | Versenyszám     | Előfutam | Előfutam | Előfutam | Elődöntő | Elődöntő | Elődöntő | Döntő   | Döntő    |
| Versenyző                                                                         | Versenyszám     | Idő      | Hely.    | Össz.    | Idő      | Hely.    | Össz.    | Idő     | Helyezés |
| --------------------------------------------------------------------------------- | --------------- | -------- | -------- | -------- | -------- | -------- | -------- | ------- | -------- |
| Calfornia Molefe                                                                  | 400 m           | 45,88    | 5.       | 22.*     | kiesett  | kiesett  | kiesett  | kiesett | kiesett  |
| Glody Dube                                                                        | 800 m           | 1:48,25  | 5.       | 53.      | kiesett  | kiesett  | kiesett  | kiesett | kiesett  |
| Ndabili Bashingili                                                                | Maraton         |          |          |          |          |          |          | 2:18:09 | 25.      |
| Kagiso Kilego Johnson Kubisa Calfornia Molefe Oganeditse Moseki Gaolesiela Salang | 4 × 400 m váltó | 3:03,32  | 5.       | 8.       |          |          |          | 3:02,49 | 8.       |

| Versenyző         | Versenyszám | Selejtező | Selejtező | Döntő    | Döntő    |
| Versenyző         | Versenyszám | Eredmény  | Helyezés  | Eredmény | Helyezés |
| ----------------- | ----------- | --------- | --------- | -------- | -------- |
| Gable Garenamotse | Távolugrás  | 778 cm    | 25.       | kiesett  | kiesett  |

Női
| Versenyző       | Versenyszám | Előfutam | Előfutam | Előfutam | Elődöntő | Elődöntő | Elődöntő | Döntő   | Döntő    |
| Versenyző       | Versenyszám | Idő      | Hely.    | Össz.    | Idő      | Hely.    | Össz.    | Idő     | Helyezés |
| --------------- | ----------- | -------- | -------- | -------- | -------- | -------- | -------- | ------- | -------- |
| Amantle Montsho | 400 m       | 53,77    | 6.       | 36.      | kiesett  | kiesett  | kiesett  | kiesett | kiesett  |

* - két másik versenyzővel azonos időt ért el

## Ökölvívás
| Versenyző          | Versenyszám | Selejtező                    | Nyolcaddöntő                 | Negyeddöntő       | Elődöntő          | Döntő             | Helyezés |
| Versenyző          | Versenyszám | Ellenfél Eredmény            | Ellenfél Eredmény            | Ellenfél Eredmény | Ellenfél Eredmény | Ellenfél Eredmény | Helyezés |
| ------------------ | ----------- | ---------------------------- | ---------------------------- | ----------------- | ----------------- | ----------------- | -------- |
| Lechedzani Luza    | Légsúly     | Hisám Meszbáhi (MAR) · 20-25 | kiesett                      | kiesett           | kiesett           | kiesett           | 17.      |
| Khumiso Ikgopoleng | Pehelysúly  |                              | Muideen Ganiyu (NGR) · 16-25 | kiesett           | kiesett           | kiesett           | 9.       |